# جبل قرن الحلفاية
جبل قَرْن الحَلْفَايَة جبل يقع بشمال غربي الجمهورية التونسية، جنوب غربي مدينة الكاف وشمالي مدينة تاجروين.